# 9 Canum Venaticorum
9 Canum Venaticorum är en misstänkt variabel stjärna (VAR:) i stjärnbilden Jakthundarna. 
Stjärnan har visuell magnitud +6,35 och varierar i ljusstyrka på ett sätt som ännu inte (2018) är fastslaget.